# 廬山類伯粉蝨
廬山類伯粉蝨（学名：Parabemisia lushanensis）为粉蝨科類伯粉蝨屬下的一个种。